# Varennes-lès-Narcy
Varennes-lès-Narcy là một xã của tỉnh Nièvre, thuộc vùng Bourgogne-Franche-Comté, miền trung nước Pháp.